# Mechatronische Selbstspieleinrichtung für Orgeln
Eine mechatronische (Selbst-)Spieleinrichtung für Orgeln ist eine Spieleinrichtung, die zum Auslösen von Tönen einer  Orgel dient, ohne dass eine Person Tasten einer Klaviatur direkt betätigen muss. Stattdessen werden die Tasten durch ein mechatronisches System betätigt.

## Geschichtliche Entwicklung
Mechatronische Selbstspieleinrichtungen sind eine technische Weiterentwicklung pneumatischen Selbstspieleinrichtungen für Orgeln, wie z. B. der Organola.
Die Entwicklung mechatronischer Selbstspieleinrichtungen für Orgeln begann in den 1980er Jahren mit externen Aufsatzsystemen, die auf ein Manual aufgesetzt werden und  die Tasten mechanisch mittels Stößeln betätigen. Hauptsächlich werden solche Systeme von Orgelbauern bei Stimm- oder Intonationsarbeiten eingesetzt. In der Folgezeit wurde die Steuerungstechnik weiterentwickelt, wodurch eine einfache Liedbegleitung realisiert werden kann. Dennoch bleiben funktionale Einschränkungen bestehen, da eine Steuerung von Registern oder das Bespielen weiterer Manuale oder eines Pedals nicht möglich ist.
Moderne Systeme können inzwischen vollständig in eine Orgel integriert werden. Bei Pfeifenorgeln greifen sie direkt in die Traktur ein und ermöglichen so eine umfassende Automatisierung, einschließlich Registerwahl und Pedalspiel.

## Funktionsweise
Eine mechatronische Selbstspieleinrichtung für Orgeln besteht typischerweise aus
- einem digitalen Steuergerät, mit dem festgelegt wird, welche Tasten betätigt werden sollen, und welches diese Information meist per Funk an die Empfangseinheit überträgt,
- einer Empfangseinheit, die das Steuersignal empfängt und kabelgebunden an einen Aktor oder mehrere Aktoren überträgt.
- Als Aktoren werden Elektromagnete eingesetzt, die das Steuersignal in physische Bewegungen umsetzen. Bei Orgeln ohne Integration der Aktoren in die Traktur wird ein Aufsatz auf ein Manual der Orgel gesetzt, der pro Taste einen durch einen Aktor angetriebenen Stößel verfügt. Dieser Stößel betätigt die gewünschte Taste. Bei Orgeln mit Integration der Aktoren in die Traktur verfügt jedes Spielventil über einen Aktor, der das Spielventil direkt betätigt. Bei Schleifladen erfolgt die Betätigung der Schleifen durch Ansteuerung entsprechender Elektromagnete oder Schleifenzugmotoren.

Mit diesen Komponenten können, je nach Ausführung, einzelne Töne, Tonfolgen oder komplette Musikstücke abgespielt werden.

## Anwendungsgebiete
Eine mechatronische Selbstspieleinrichtung wird in folgenden Bereichen eingesetzt:
- Stimmung und  Intonation von Pfeifenorgeln: Die Selbstspieleinrichtung ermöglicht es Orgelbauern, aus dem Orgelinneren Tasten der Orgel bei der Arbeiten am Pfeifenwerk zu bedienen, was die Arbeit effizienter und unabhängiger von tastenhaltenden Hilfskräften macht. Auch kann ein intonierender Orgelbauer den Klangeindruck einzelner oder mehrerer Register an jedem beliebigen Ort im Kirchenraum überprüfen, ohne dass eine weitere Person die abzuhörenden Register spielt.
- Gottesdienste und Kasualien: Eine Selbstspieleinrichtung kann zur musikalischen Begleitung eingesetzt werden, wenn kein Organist zur Verfügung steht.

## Kritik
Der Einsatz von Selbstspieleinrichtungen in Gottesdiensten wird unterschiedlich bewertet. Befürworter betonen, dass solche Einrichtungen in Gemeinden mit fehlenden Organisten eine musikalische Begleitung von Gottesdiensten überhaupt erst ermöglichen. Auch können vorhandene Orgeln so weiter genutzt werden.
Kritisch angemerkt wird hingegen, dass das automatisierte Orgelspiel keine lebendige Interpretation oder spontane liturgische Reaktion erlaubt. Theologisch wird hinterfragt, inwiefern eine Maschine die Aufgabe des Organisten als Mitgestalter des Gottesdienstes und Träger liturgischer Verantwortung erfüllen kann. Musikalisch wird auf fehlende Ausdruckskraft und eingeschränkte Flexibilität hingewiesen.
Insgesamt werden Selbstspielanlagen vor allem als pragmatische Notlösung verstanden, deren Einsatz jedoch sorgfältig abgewogen werden sollte.